# Eustiromastix macropalpus
Eustiromastix macropalpus är en spindelart som beskrevs av Galiano 1979. Eustiromastix macropalpus ingår i släktet Eustiromastix och familjen hoppspindlar. Inga underarter finns listade i Catalogue of Life.